# Санин Карић
Санин Карић (Сарајево 11. јул 1958) је музичар из Босне и Херцеговине. Карић је био басиста група Формула 4, Тешка индустрија, Бијело дугме, Дивље јагоде и Ватрени пољубац.
Карић је почео да се бави музиком врло рано и већ у шестом разреду био је шеф за мелодику, ксилофон и вибрафон у оркестру „Слободна дјеца“ ОШ „Вук Караџић“, с којом је ишао на турнеју по западној Европи. Две године касније, и даље је био у истом оркестру, али сада као басиста.
Истовремено је имао сопствену групу Другови. Преласком у гимназију састав је променио име у Хеј и почео да обрађује песме групе Јутро, за плесове које је организовао у својој школи. На једном таквом плесу 1974. запазио га је Љубиша Рацић и позвао у Формулу 4. 1975. прешао је у Тешку индустрију. С њима је снимио плочу „Хо-рук“ (1976). Учествовао је у реализацији албума „Тешка индустрија“ из 1977, али није потписан, јер се замерио Габору Ленђелу због преласка у Бијело дугме 19. децембра 1976, као замена за Зорана Реџића, који је служио војску, мада су га истовремено звали и Амбасадори.
Након Реџићевог повратка у Бијело дугме, Санин је радио као студијски музичар. Од 1980. до 1982. био је члан Ватреног пољупца, најпре као замена Шефћету Хоџи, када је снимио плочу „Без длаке на језику“ (1980), а потом као стални члан. Са Ватреним пољупцем је снимио албуме „Живио рокенрол“ (1982) и „Велики хитови“ (1982).
Поново се вратио у „Пољубац“ 1986. и снимио албум „Сто посто рокенрол“ (1986). Од 1996. до 1998. је био члан групе Дивље јагоде.